# Wang Xueyi
Wang Xueyi (* 3. August 1991) ist eine chinesische Hochspringerin.

## Sportliche Laufbahn
Erste internationale Erfahrungen sammelte Wang Xueyi bei den Asienmeisterschaften 2017 in Bhubaneswar, bei denen sie mit 1,80 m die Silbermedaille hinter der Usbekin Nadiya Dusanova gewann. 2018 qualifizierte sie sich für die Asienspiele in Jakarta und wurde dort mit 1,80 m Vierte.

## Persönliche Bestleistungen
- Hochsprung (Freiluft): 1,84 m, 17. April 2016 in Shaoxing
  - Hochsprung (Halle): 1,84 m, 24. Februar 2017 in Xianlin